# King Arthur (Oper)
King Arthur, or The British Worthy (Z 628) ist eine Semi-Oper von Henry Purcell (1659–1695) zu einem Schauspiel von John Dryden (1631–1700) in englischer Sprache, in fünf Akten mit einem Prolog.

## Entstehung und Rezeption
Das Libretto des Werks, das den Untertitel „The British Worthy“ (Der britische Held) trägt, stammt von John Dryden, seine Musik schrieb Henry Purcell.
Bei King Arthur handelt es sich im heutigen Verständnis formal nicht um eine Oper, da die Hauptfiguren der Handlung nicht singen, sondern ausschließlich als Sprechrollen besetzt sind und die Musik lediglich untermalende Funktion hat oder dramatisch eingesetzt wird. Die Gesangspartien bleiben hingegen den Nebencharakteren überlassen, die, teilweise in der Art von „Masques“, in nur lose mit der eigentlichen Handlung verknüpften Szenen auftreten. Das Werk gilt daher als „Semi-Opera“, eine typische Form der englischen Barockoper des 17. Jahrhunderts.
Auch wenn die Musik hier der Handlung und dem Libretto Drydens untergeordnet ist, enthält King Arthur einige der inspiriertesten und schönsten Songs und Theatermusikstücke, die Purcell mit tänzerischen Rhythmen und für ihre Zeit kühnen Harmonien komponiert hat. Der mit bekannteste Teil der Oper ist die sogenannte Frost-Szene im dritten Akt, in der gezeigt wird, wie die Macht der Liebe (Cupid) imstande ist, jedes noch so kalte Herz aufzutauen. Die darin enthaltene Arie des Cold Genius, dem eine Figur aus Jean-Baptiste Lullys Isis als Vorbild des Komponisten gedient haben soll, gehört zu den am meisten bewunderten Werken der Barockoper. Eine der meistrezipierten Interpretationen der von Purcell für Bass notierten Arie „What power art thou“ stammt von Countertenor und New-Wave-Ikone Klaus Nomi, der sie als „Cold Song“ populär machte.
Wenngleich wieder häufiger auf Spielplänen vertreten, kommt das Werk in heutigen Inszenierungen in der Regel nur noch dramaturgisch stark bearbeitet zur Aufführung, wobei der Text Drydens in der Regel gekürzt, verändert oder ganz weggelassen wird.

## Handlung
Hintergrund der Handlung des Fünf-Akters sind die Kämpfe des britischen Königs Artus mit den Sachsen; außer der des Zauberers Merlin gibt es im Stück keine Rollen anderer Legenden Camelots. Weitere Figuren des Stücks sind u. a. Cupido, Honour (die personifizierte „Ehre“) und Venus sowie die nordischen Gottheiten Wotan (Odin), Thor und Freya. Die Handlung wird eher revueartig vorgetragen als vollständig dramatisch entwickelt und dreht sich hauptsächlich um die Bemühungen Arthurs, seine Verlobte, die blinde Prinzessin Emmeline von Cornwall, aus den Armen seines Erzfeindes, des Sachsenkönigs Oswald von Kent, zu retten.

### Erster Akt
Arthur, der christliche britische König, wird von den Sachsen unter König Oswald bedroht und wäre längst besiegt worden, wenn ihn nicht der weise Zauberer Merlin geschützt hätte. So hat Arthur den größten Teil seines Reiches zurückerobern können, obwohl den Sachsenkönig der Magier Osmond, der Geist Grimbald und der Luftgeist Philidel unterstützt haben. Darüber hinaus macht die Liebe Oswalds zu Emmeline Arthur und Oswald zu Feinden. Es entbrennt eine heftige Schlacht; die Sachsen werden geschlagen und fliehen.

### Zweiter Akt
Merlin gelingt es, Philidel auf die Seite der Briten zu ziehen. Indessen versucht Grimbald, als Hirte verkleidet, die Briten in die Irre zu führen. Philidel rettet Arthur und seine Krieger aus dem Moor, in das sie hineingeraten sind.

### Dritter Akt
Grimbald hat sich als Frau verkleidet und entführt mit Osmond und Oswald Emmeline. Während die Briten schwören, die Gefangene zu befreien, und Arthur über den Verlust seiner Geliebten klagt, wird diese von Oswald bedrängt. Trotzdem gelingt es ihm und Osmond mit all seiner Zauberkunst nicht, Emmelines Gunst zu gewinnen. Diese hat inzwischen von Philidel einen Balsam erhalten, der sie von ihrer Blindheit befreit. Wie im Traum können sich Arthur und Emmeline sehen.

### Vierter Akt
Wieder versucht Grimbald, Arthur in einen verzauberten Wald mit Nixen, Satyrn und Nymphen zu führen und dort zu verderben. Doch selbst als Emmeline verkleidet kann er nichts ausrichten. Arthur zerstört den Wald und nimmt Osmond gefangen.

### Fünfter Akt
Arthur besiegt auch Oswald, der ihn zum Zweikampf gefordert hat, und schenkt ihm sein Leben. Während Merlin allgemeinen Frieden verkündet, eilt Emmeline zu Arthur. Alle stimmen in ein Loblied auf Britannien ein. St. Georg, der Schutzpatron der Insel, der einst das Land von Drachen und Barbarei befreit hat, wird gepriesen.

## Abfolge der musikalischen Nummern
Zählweise und Benennung entspricht der des Zimmerman-Verzeichnisses:
- 1) 1st Music
- 2) 2nd Music
- 3) Air
- 4) Overture
- 1. Akt
  - 5) Prelude and Aria, „Woden, first to thee“
  - 6) Aria, „The white horse“
  - 7–8) Prelude, Aria and Chorus, „Brave Souls“
  - 9) Aria, „I call ye all to Woden’s hall“
  - 10) Symphony, Aria and Chorus, „Come if you dare“
  - 11) 1st Act Tune
- 2. Akt
  - 12) Prelude and Aria, „Hither this way bend“
  - 13) Aria, Ritornello, „Let not a moon-born Elf“
  - 14) Dialogue and Chorus, „Come follow me“
  - 15) Dance, Aria and Chorus, „How blest are Shepherds“
  - 16) Symphony and Duet (dialogue), „Shepherd, leave decoying“
  - 17) Chorus and Hornpipe, „Come Shepherds“
  - 18) 2nd Act Tune
- 3. Akt
  - 19) Prelude and Aria, „What ho“
  - 20) Prelude and Aria, „What power art thou“
  - 21) Aria, „Thou doting fool forbear“
  - 22) Aria, „Great love“
  - 23) Aria, „No part“
  - 24) Prelude, Chorus and Dance, „See, see“
  - 25) Aria, Ritornello and Chorus, „Tis I, that have warm’d ye“
  - 26) Prelude and Duet, „Sound a Parley“
  - 27) Aria, Ritornello and Chorus, „Tis I, that have warm’d ye“
  - 28) 3rd Act Tune (Air)
- 4. Akt
  - 29) Duet, „Two Daughters“
  - 30a) Passacaglia
  - 30b–d) Aria, Ritornello and Chorus, „How happy the Lover“
  - 30e–i) Dialogue and Chorus, „No, no joy“
  - 31) 4th Act Tune
- 5. Akt
  - 32a) Prelude (Trumpet Tune)
  - 32b–c) Aria, „Ye Blust’ring Brethren“
  - 33) Symphony
  - 34) Duet and Chorus, „Round thy coasts“
  - 35a) Aria, „You say tis love“
  - 35b–c) Aria and Chorus, „This not my passion“
  - 35d–e) Aria and Chorus, „But one soft moment“
  - 36) Duet, „For folded flocks“
  - 37) Aria and Chorus, „Your hay is mown“
  - 38) Aria, „Fairest Isle“
  - 39) Chorus, „St George“
  - 40) 5th Act Tune (Chaconne)

## Notenausgaben
- The Works of Henry Purcell (= Purcell Society Edition – PSE. Band 26).
- Kees Schoonenbeek: King Arthur (= De Haske Easy Band Series. Nr. 4)